# 德勒古謝尼鄉 (蘇恰瓦縣)
47°17′N 26°30′E / 47.283°N 26.500°E
德勒古謝尼鄉（羅馬尼亞語：Comuna Drăgușeni, Suceava），是羅馬尼亞的鄉份，位於該國東北部，由蘇恰瓦縣負責管轄，面積29平方公里，海拔高度303米，2007年人口2,635，人口密度每平方公里91人。